# Jevhen Seleznjov
Jevhen Oleksandrovytj Seleznjov (ukrainska: Євге́н Олекса́ндрович Селезньо́в), född 20 juli 1985 Makejevka (stad), Donetsk (oblast), Ukrainska SSR, Sovjetunionen (nuvarande Makijivka, Donetskyj (rajon) (en), Donetska FR (de facto), Ukraina (de jure)), är en ukrainsk fotbollsspelare (fotbollsmålvakt) som för närvarande spelar för Minaj.

## Fotnoter
1. ↑  ryska: Евге́ний Алекса́ндрович Селезнёв, Jevgenij Aleksandrovitj Seleznjov (används i Ukraina (inter-etniska)).